# Table au Diable
La table au Diable est une allée couverte située à Passais, dans le département français de l'Orne, en Normandie.

## Historique
Des fouilles réalisées dans les années 1990 ont permis de dater l'édifice entre 3200 et 2200 av. J.-C. et de mettre au jour en particulier des céramiques campaniformes.
L'édifice a été restauré dans les années 1990.

## Description
L'édifice est orienté est-ouest.
L'allée couverte mesure 15,50 m de long sur 4,25 m de large. La chambre funéraire mesure 12 m de long sur 1,50 m. Elle est délimitée par des orthostates jointifs en dolérite. Le cairn est de forme ovoïde, constitué de blocs en granite ceinturés par un péristalithe très monumental en façade (gros blocs).

## Mobilier archéologique
Peu abondant, le mobilier funéraire en silex comprend quelques lames brutes, des armatures de flèches tranchantes et des grattoirs, dont trois objets en silex du Grand-Pressigny (1 grattoir, deux fragments de lames). La céramique trouvée est constituée de poteries à pâte argileuse grossière à fonds plats et à fonds ronds et d'un gobelet campaniforme. L'ensemble a été attribué au Néolithique récent.

## Protection
L'édifice fait l’objet d’un classement au titre des monuments historiques depuis le 16 août 1973.

## Folklore
Une dizaine de traditions orales sont attachées au lieu.